# Leonurus pseudomacranthus
Leonurus pseudomacranthus là một loài thực vật có hoa trong họ Hoa môi. Loài này được Kitag. mô tả khoa học đầu tiên năm 1934.